# Potential (Buffy the Vampire Slayer)
Potential (Potencial en América Latina y Las Candidatas en España) es el décimo segundo episodio de la séptima temporada de la serie de televisión estadounidense Buffy, la cazavampiros.

## Argumento
Dos Cazadoras Potenciales, Rona (Indigo) y Vi (Felicia Day), caminan solas por el cementerio, hasta que Spike (James Marsters) aparece de pronto y golpea a Rona, agarra a Vi y se dispone a matarla. Enseguida se devela que todo se trata de una puesta en escena programada por el vampiro y Buffy (Sarah Michelle Gellar), la cual está enseñándoles a las demás Potenciales sobre la defensa durante un ataque de vampiros. Buffy y Spike hacen una demostración de una pelea en la que la Cazadora derrota fácilmente al vampiro, hiriéndolo un poco y despertando nuevamente sus sentimientos amorosos hacia ella. En el sótano de la casa de las Summers, las Potenciales están conversando sobre cosas insignificantes hasta que Buffy las detiene dándoles un recordatorio estricto sobre la gravedad de la muerte. Les avisa que El Primer Mal está descansando brevemente, pero va a volver más fuerte y mejorado que antes. Mientras Dawn (Michelle Trachtenberg) observa desde las escaleras, Buffy le da a las Potenciales otra charla. Más tarde, en la escuela, Buffy está trabajando y hablando con Xander (Nicholas Brendon) por teléfono hasta que una estudiante compañera de Dawn, Amanda (Sarah Hagan) (vista anteriormente en "Help"), entra para pedirle consejo sobre como empieza a gustarle un chico que intentó intimidarla anteriormente, pero Buffy está distraída al tener una situación similar con Spike. Para justificar sus propias acciones, Buffy le recomienda a Amanda no dejar que ese problema vuelva a ocurrir. Buffy regresa a casa y Willow (Alyson Hannigan) le informa de que hay otra Potencial encontrada, esta vez en Sunnydale. Las Potenciales examinan las armas y Dawn intenta encajar en la conversación, decepcionándose al no tener éxito. Spike aparece y se lleva a Buffy y las chicas para continuar su formación. Andrew (Tom Lenk) se enfada porque no está invitado y, aunque en silencio, Dawn se siente excluida también.
Willow prepara los ingredientes necesarios para realizar un hechizo con el que localizarán a la Cazadora Potencial de Sunnydale, rodeándola por un aura resplandeciente. El hechizo inicialmente no tiene éxito, ya que no sale de la habitación y crea un olor horrible, por lo que Dawn abre la puerta para ventilar. Sin embargo, el hechizo la sigue, revelando así que ella es la última Potencial. Dawn está preocupada, pensando en que podría convertirse en Cazadora si su hermana muriera. Dawn tiene miedo de revelar esto a Buffy y se va a su habitación mientras la pandilla discute si debería o no contarle lo sucedido a la Cazadora. Dawn escucha la conversación y, preocupada por su propio destino de muerte y sus nuevas responsabilidades, escapa de la casa, colándose por la ventana. Mientras, Spike y Buffy llevan a las Potenciales a un bar de demonios, explicándoles que pueden conseguir mucha información de parte de los clientes demoníacos que suelen asistir a esos lugares. Ahí se encuentran al amigo y compañero de póquer de Spike, el demonio de piel colgante Clem (James C. Leary). Tras saludarse amigablemente, Buffy le pide a Clem que asuste a las Potenciales, pues no le tienen miedo y se muestran excesivamente confiadas. Clem (de espaldas a la cámara) hace un truco con el rostro que consiste en abrirlo completamente, revelando una figura horrible con apéndices similares a serpientes de colores brotando y bamboleándose. Las Potenciales gritan y Spike se ríe.
Entretanto, Dawn camina por la calle y se encuentra con Amanda, quien tiene un rasguño en la cabeza y dice haber sido atacada por un vampiro en la escuela, y que se las arregló para encerrarlo en una de las aulas. Habiendo oído los rumores sobre Buffy como la Cazadora, Amanda se dirigía a pedirle ayuda, pero Dawn, diciendo ser "especial" (una de las Potenciales), se presenta como voluntaria para atender el problema en su lugar. Las dos chicas se dirigen a la escuela, donde descubren que el vampiro ha escapado y este las embosca por la espalda. Amanda y Dawn corren por la escuela y tras ser acorralada, esta última trata de defenderse usando un extintor de incendios como arma, sin éxito. Tras un breve y fallido intercambio de golpes con el vampiro, Dawn y Amanda tratan de escapar. Lejos, Buffy y Spike le muestran a las Potenciales una cripta y les enseñan acerca de las viviendas de los vampiros. Una de las chicas encuentra algo que parece ser un cadáver, pero Buffy les explica que se trata de un vampiro. Rápidamente junto a Spike le echan el vampiro encima a las Potenciales. Buffy deja caer a propósito su estaca y deja que las chicas se ocupen de él. Finalmente Rona, Vi, Kennedy (Iyari Limon) y Molly (Clara Bryant) se las arreglan para estacar al vampiro juntas. Mientras, Dawn utiliza lo que ha aprendido de las lecciones con Buffy y logra mantener una pelea regular con el vampiro. Sin embargo, tres de los Portadores del Primer Mal entran en la habitación y agarran a Amanda en lugar de Dawn, revelando que en realidad la Cazadora Potencial era ella.
Xander, Anya y Willow descubren que Dawn ha escapado y hacen un conjuro para localizarla. Mientras, Dawn utiliza suministros de química del laboratorio para atacar a los Portadores y poder escapar con Amanda. Cuando el vampiro aún no-muerto vuelve para matarlas, Dawn le dice a Amanda que en realidad no es "especial", pero ella sí, y que combatir vampiros es "su" pelea, entregándole a Amanda una estaca que la joven asustada utiliza para eliminar definitivamente al vampiro. Buffy, Spike y Xander llegan a combatir a los Portadores y logran acabar con ellos. Amanda señala a Buffy lo extrañada que está por lo que sucede, y Dawn le explica que Amanda estaba detrás de la puerta que ella abrió cuando fue alcanzada por la luz del hechizo de Willow. Más tarde, las Potenciales reciben a Amanda y cuentan historias entre sí sobre sus batallas, mientras Dawn está sola y abatida en la otra habitación. Buffy intenta comprender qué le sucede, sin éxito, y se va a darles otra formación a las Potenciales. Antes de que se retiren, Amanda y Dawn comparten una sonrisa de aliento. Xander llega y le dice a Dawn que sabe lo que sucede: se siente decepcionada por no ser una Potencial y ser el miembro "normal" del grupo, tal como lo fue él en el pasado. Xander le explica que no hace falta tener poderes, pues de todos modos es especial por ser alguien que lucha contra el mal, con o sin ellos, algo a lo que él "ha aprendido a acostumbrarse" (Véase "The Zeppo", de la tercera temporada). Xander besa a Dawn y le dice que ella es extraordinaria. Dawn responde a Xander que sí tiene un poder, saber lo que sienten las personas que ama, a pesar de que estas no se lo digan.

## Reparto
- Sarah Michelle Gellar como Buffy Summers.
- Nicholas Brendon como Xander Harris.
- Alyson Hannigan como Willow Rosenberg.
- Emma Caulfield como Anya Jenkins.
- Michelle Trachtenberg como Dawn Summers.
- James Marsters como Spike.

### Estrellas Invitadas
- Tom Lenk como Andrew Wells.
- Iyari Limon como Kennedy.
- Clara Bryant como Molly.
- Indigo como Rona.
- Felicia Day como Vi.
- Sarah Hagan como Amanda.
- James C. Leary como Clem.

## Detalles de producción